# Giro di Romagna 1921
Il Giro di Romagna 1921, sesta edizione della corsa, si svolse il 5 maggio 1921 su un percorso di 170 km. 
Il Club Sportivo «Francesco Baracca», nuovo nome della società organizzatrice dal 1918, riuscì ad ottenere dall'Unione Velocipedistica Italiana l'ammissione del Giro tra le corse nazionali. Però la corsa fu valida solo come prova per dilettanti. 
In un tracciato che misurava solo 170 km la vittoria fu appannaggio dell'italiano Giovanni Roncon, che completò il percorso in 6h50'02", precedendo i connazionali Adriano Zanaga e Franco Giorgetti.
I corridori che tagliarono il traguardo di Lugo furono 6.

## Ordine d'arrivo
| Pos. | Corridore        | Squadra         | Tempo    |
| ---- | ---------------- | --------------- | -------- |
| 1    | Giovanni Roncon  | -               | 6h50'02" |
| 2    | Adriano Zanaga   | Ganna           | ?        |
| 3    | Franco Giorgetti | Legnano-Pirelli | ?        |
| 4    | Ruggero Ferrario | Stucchi-Pirelli | ?        |
| 5    | Nicola Di Biase  | -               | ?        |
| 6    | Camillo Arduino  | Bianchi-Salga   | ?        |